# Filipe, Duque de Calábria

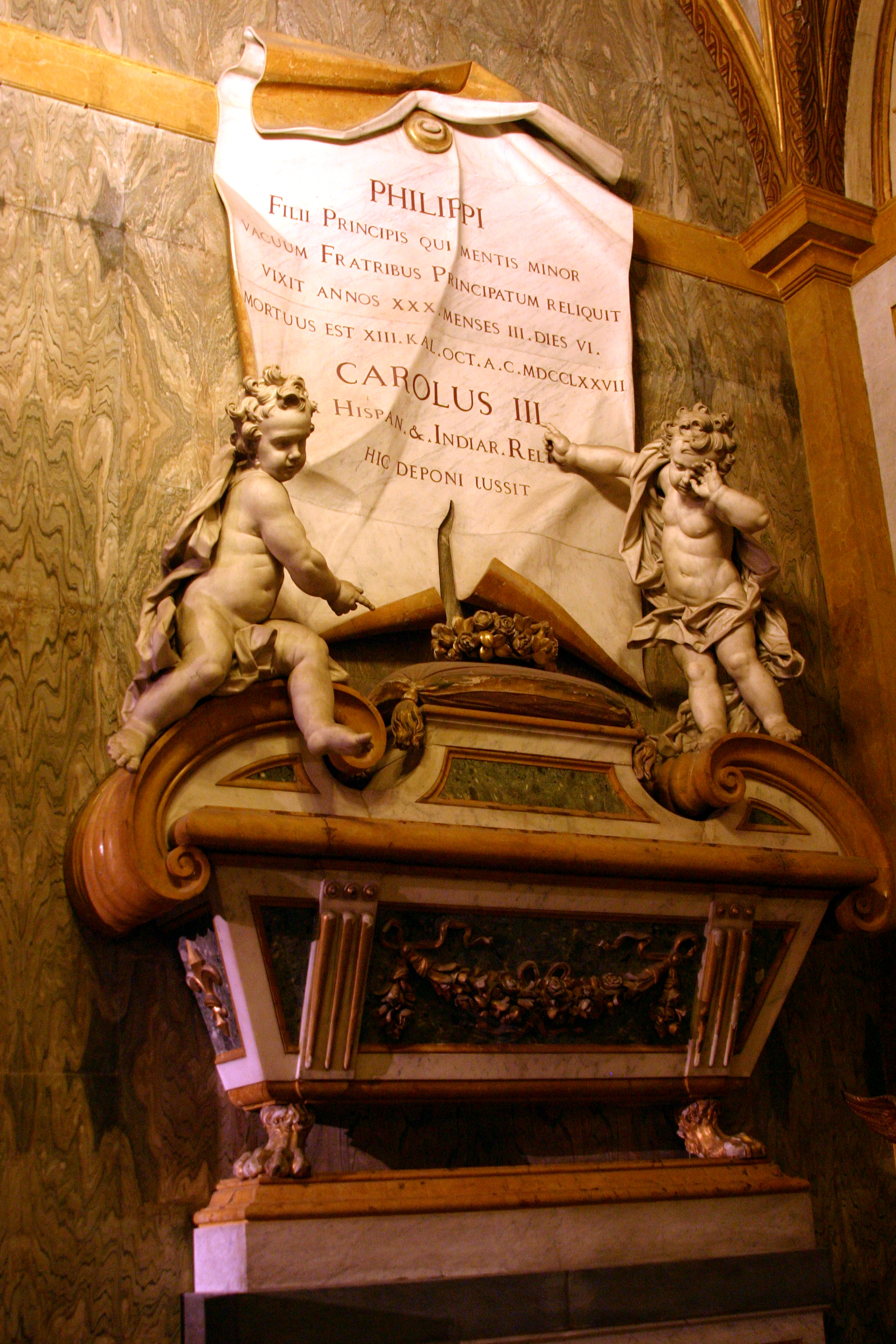
Túmulo de Filipe na Basílica de Santa Clara.

Filipe de Nápoles e Sicília, Duque de Calábria (Filippo Antonio Gennaro Pasquale Francesco de Paula; Portici, 13 de junho de 1747 — Portici, 19 de setembro de 1777), Foi um Infante da Espanha, neto do rei Filipe V da Espanha. O primeiro filho varão de Carlos III de Espanha e Maria Amália da Saxônia, ele foi excluído da sucessão à coroa espanhola por sofrer de atraso mental. Quando o seu pai se tornou rei de Espanha em 1759, Filipe continuou a viver em Nápoles, onde ficou até morrer de varíola aos trinta anos de idade.

## Herdeiro aparente
Filipe nasceu no Palácio de Portici, no Reino de Nápoles, sendo o sexto filho e primeiro varão do rei Carlos VII de Nápoles e da sua esposa, a princesa Maria Amália da Saxónia. O seu nascimento foi uma ocasião feliz, uma vez que os seus pais tinham tido apenas meninas até ao seu nascimento, três das quais tinham morrido ainda bebés. O príncipe recebeu os nomes de Filipe António Gennaro Pascoal Francisco de Paula. O seu primeiro nome era uma homenagem ao seu avô, o rei Filipe V de Espanha, que tinha morrido a 9 de Julho de 1746. Os seus padrinhos foram os seus tios paternos, o rei Fernando VI de Espanha e a infanta Bárbara de Portugal. Como era herdeiro aparente do seu pai, Filipe recebeu o título de duque da Calabria, uma honra que era atribuída na altura ao herdeiro do reino de Nápoles. Apesar de ter nascido com um bom peso e rosado, tornou-se rapidamente evidente que havia algo de errado nele. As suas amas de leite tiveram de ser trocadas várias vezes, uma vez que a criança sofria de ataques epilépticos. À media que foi crescendo, confirmou-se que sofria de deficiências, principalmente no seu rosco peculiar. De acordo com um observador, o príncipe sofria de "uma cabeça muito pesada, que faz com que seja sombrio e mal-humorado".
Em 1754, o embaixador da Sardenha relatou que "o príncipe real não parece estar de boa saúde" acrescentando que "há algo nos seus olhos que não está em harmonia com o resto das feições. Foi-me assegurado que tem sete anos de idade e ainda não fala e que mal consegue pronunciar uma palavra.". No entanto, os seus pais tentaram esconder as suas deficiências do público e de si mesmos, aparecendo com o filho na corte como se nada se passasse. Até aos sete anos de idade, Filipe foi criado juntamente com as irmãs e irmãos mais novos por uma governanta. Em 1755, passou a ser educado, juntamente com o irmão Carlos, pelo príncipe de San Nicandro.

## Exclusão da linha de sucessão
Quando o seu tio, o rei Fernando VI de Espanha, morreu a 10 de Agosto de 1759, os pais de Filipe viram-se obrigados a confrontar o estado de saúde do seu filho. Uma vez que Carlos III tinha de partir para Espanha para assumir o trono, tinha de abdicar dos tronos de Nápoles e da Sicília a favor de um dos seus filhos. Um comité composto por altos oficiais magistrais e seis médicos examinou o estado mental do príncipe, que tinha doze anos na altura, para determinar se ele tinha capacidade para reinar. O príncipe foi observado atentamente durante duas semanas e, após esse período, o comité declarou que o seu estado mental o tornava incapaz de governar. Assim, Filipe foi excluído devido às suas incapacidades mentais. Os seus irmãos mais novos, Carlos e Fernando, substituíram-no nas linhas de sucessão. Filipe permaneceu em Nápoles, escondido da corte de Nápoles, entre o Palácio de Capodimonte e do recém-construído Palácio de Caserta. O seu irmão Fernando visitava-o com frequência e tratava-o com afecto.
"Raramente alguém o vê," escreveu Samuel Sharp, "mas o concelho de regência acha por bem exibi-lo algumas vezes por ano, nomeadamente quando o rei se retira de Nápoles para Portici e de Portici para Nápoles. Quando a família estava na minha cidade, aproveitei a oportunidade para me entreter com o espectáculo (...). A administração age com cautela, expondo-o ao olhar público de vez em quando ao público, uma vez que basta vê-lo para compreender o motivo pelo qual foi condenado ao idiotismo e deserdado há alguns anos. A corte estava de luto, mas ele estava tão bem vestido como seria possível para um jovem de luto e o cabelo estava bem penteado e empoado. No entanto, apesar de todas estas vantagens, bastou-me olhar para ele apenas uma vez para ficar convencido de que a mente dele não possui qualquer capacidade. Possui aquele revirar de olhos sonhador, muito particular dos idiotas e bebés recém-nascidos que, por não estarem dotados de pensamento e reflexão, não conseguem centrar a sua atenção num ponto em particular. Existem alguns charlatães desonestos e médicos patetas que afirmam que não é impossível encontrar uma cura e que é possível devolver-lhe o bom senso (...) Mas, tanto quando sei, o príncipe vive uma espécie de vida animal feliz. Come e bebe com grande prazer, não está sujeito a problemas de natureza emocional e desfruta de divertimentos infantis como qualquer criança de colo".

## Últimos anos
De acordo com Hamilton, Filipe era "tratado com certas deferências, estando sempre acompanhado de camareiros ao seu serviço que o vigiavam com grande atenção, uma vez que, de outra forma, ele acabaria por cometer milhares de excessos. Era dada especial atenção para que o príncipe não tivesse contacto com o sexo oposto, para o qual mostrava maior queda, mas acabaria por ser impossível impedi-lo de tentar emancipar-se nesta área. Eludiu muitas vezes a vigilância dos seus cuidadores e, quando observava senhoras a passar pelo palácio, atacava-as com a mesma impetuosidade que Pã ou os Sátiros são descritos por Ovídeo quando perseguiam as Ninfas e com iguais intenções. Houve mais do que uma dama da corte que foi salva no momento crítico dos seus abraços. Havia certos dias do ano em que ele tinha permissão para presidir a uma espécie de Corte, quando os embaixadores estrangeiros o visitavam nos seus aposentos para o cumprimentar. Aquilo com o qual mais se divertia era levantar as mãos perante os criados, cerca de quinze ou dezasseis, enquanto estes lhe colocavam as luvas, uma maior do a outra."
Em Setembro de 1777, o infante Filipe adoeceu de varíola. Temendo o contágio, o rei e rainha fugiram para Caserta. Filipe faleceu no Palácio de Portici, em Nápoles, aos trinta anos de idade. Encontra-se enterrado na Basílica de Santa Clara em Nápoles.

## Genealogia
| Filipe de Calábria | Pai: Carlos III de Espanha   | Avô paterno: Filipe V de Espanha     | Bisavô paterno: Luís, o grande delfim de França              |
| Filipe de Calábria | Pai: Carlos III de Espanha   | Avô paterno: Filipe V de Espanha     | Bisavó paterna: Maria Ana Vitória de Baviera                 |
| Filipe de Calábria | Pai: Carlos III de Espanha   | Avó paterna: Isabel Farnésio         | Bisavô paterno: Eduardo, Príncipe herdeiro de Parma          |
| Filipe de Calábria | Pai: Carlos III de Espanha   | Avó paterna: Isabel Farnésio         | Bisavó paterna: Doroteia Sofia de Neuburgo                   |
| Filipe de Calábria | Mãe: Maria Amália da Saxônia | Avô materno: Augusto III da Polônia  | Bisavô materno: Augusto II da Polônia                        |
| Filipe de Calábria | Mãe: Maria Amália da Saxônia | Avô materno: Augusto III da Polônia  | Bisavó materna: Cristiana Everadina de Brandemburgo-Bayreuth |
| Filipe de Calábria | Mãe: Maria Amália da Saxônia | Avó materna: Maria Josefa da Áustria | Bisavô materno: José I, Sacro Imperador Romano-Germânico     |
| Filipe de Calábria | Mãe: Maria Amália da Saxônia | Avó materna: Maria Josefa da Áustria | Bisavó materna: Guilhermina Amália de Brunsvique-Luneburgo   |